# Micrasema servatum
Micrasema servatum is een schietmot uit de familie Brachycentridae. De soort komt voor in het Palearctisch gebied.